# Phricotelphusa
Phricotelphusa is een geslacht van kreeftachtigen uit de klasse van de Malacostraca (hogere kreeftachtigen).

## Soorten
- Phricotelphusa aedes (Kemp, 1923)
- Phricotelphusa amnicola Ng, 1994
- Phricotelphusa callianira (de Man, 1887)
- Phricotelphusa carinifera (de Man, 1887)
- Phricotelphusa deharvengi Ng, 1988
- Phricotelphusa elegans (de Man, 1898)
- Phricotelphusa gracilipes Ng & H. P. Ng, 1987
- Phricotelphusa hockpingi Ng, 1986
- Phricotelphusa hymeiri Ng & P. K. Y. Lee, 2012
- Phricotelphusa limula (Hilgendorf, 1882)
- Phricotelphusa ranongi Naiyanetr, 1982
- Phricotelphusa sirindhorn Naiyanetr, 1989